# Bico-adunco-de-cabeça-cinzenta
Bico-adunco-de-cabeça-cinzenta (Psittiparus gularis) é uma espécie de ave da família dos paradoxornitídeos (Paradoxornithidae). Pode ser encontrada nos seguintes países: Bangladexe, Butão, Camboja, China, Índia, Laos, Mianmar, Nepal, Tailândia e Vietname. Os seus habitats naturais são: regiões subtropicais ou tropicais húmidas de alta altitude.